# Volta à Catalunha de 1953
A Volta à Catalunha de 1953 foi a 33.ª edição da Volta à Catalunha. Disputou-se em 10 etapas de 7 a 13 de setembro de 1953 com um total de 1.444 km. O vencedor final foi o espanhol Salvador Botella.

## Percurso
Nesta edição, repetiu-se o esquema de corrida do ano anterior, com dez etapas, uma delas divididas em dois sectores. Disputa-se uma contrarrelógio individual, na quinta etapa, segundo sector e continuam-se dando bonificações aos três primeiros classificados de cada etapa e nos portos de montanha. Foram 104 os ciclistas inscritos os que tomaram a saída, mas finalmente foram 91 os que saíram.

## Etapas
| Etapa | Data           | Cidades de etapa              | km    | Vencedor da etapa | Líder da geral   |
| ----- | -------------- | ----------------------------- | ----- | ----------------- | ---------------- |
| 1.º   | 6 de setembro  | Montjuïc - Montjuïc           | 46,0  | Miguel Poblet     | Miguel Poblet    |
| 2.º   | 6 de setembro  | Sant Adrià de Besòs - Girona  | 92,0  | Adolfo Grosso     | Adolfo Grosso    |
| 3.º   | 7 de setembro  | Gerona - Granollers           | 186,0 | Francisco Alomar  | Francisco Alomar |
| 4.º   | 8 de setembro  | Granollers - Andorra la Vella | 247,0 | Salvador Botella  | Salvador Botella |
| 5.ºA  | 9 de setembro  | Andorra la Vella - Orgañá     | 43,0  | Salvador Jarque   | Salvador Botella |
| 5.ºB  | 9 de setembro  | Orgañá - Agramunt (CRI)       | 54,0  | José Serra        | Salvador Botella |
| 6.º   | 9 de setembro  | Agramunt - Lérida             | 60,0  | Carmelo Morais    | Salvador Botella |
| 7.º   | 10 de setembro | Lérida - Tortosa              | 188,0 | Jaime Montaña     | Salvador Botella |
| 8.º   | 11 de setembro | Tortosa - Tarragona           | 100,0 | Miguel Poblet     | Salvador Botella |
| 9.º   | 12 de setembro | Tarragona - Berga             | 258,0 | Donato Zampini    | Donato Zampini   |
| 10.º  | 13 de setembro | Berga - Barcelona             | 170,0 | Marcel Janssens   | Salvador Botella |

### 1.ª etapa[2]
06-09-1953: Barcelona - Barcelona. 46,0 km
|   | Ciclista         | Equipa                | Tempo      |
| - | ---------------- | --------------------- | ---------- |
| 1 | Miguel Poblet    | Cataluña-Cacaolat     | 1h 11' 55" |
| 2 | Salvador Botella | Valencia-Coñac Lustau | m. t.      |
| 3 | Manolo Rodríguez | Galiza-Astúrias       | m. t.      |

|   | Ciclista         | Equip                 | Temps      |
| - | ---------------- | --------------------- | ---------- |
| 1 | Miguel Poblet    | Cataluña-Cacaolat     | 1h 11' 55" |
| 2 | Salvador Botella | Valencia-Coñac Lustau | m. t.      |
| 3 | Manolo Rodríguez | Galiza-Astúrias       | m. t.      |

### 2.ª etapa
06-09-1953:  San Adrián do Besós- Girona. 92,0 km
|   | Ciclista        | Equipa        | Tempo      |
| - | --------------- | ------------- | ---------- |
| 1 | Adolfo Grosso   | Itália-Gaggia | 1h 39' 30" |
| 2 | Donato Zampini  | Itália-Gaggia | m. t.      |
| 3 | Marcel Janssens | Bélgica       | m. t.      |

|   | Ciclista                   | Equip         | Temps      |
| - | -------------------------- | ------------- | ---------- |
| 1 | Adolfo Grosso              | Itália-Gaggia | 3h 35' 45" |
| 2 | Marcel Janssens            | Bélgica       | + 01' 09"  |
| 3 | Federico Martín Bahamontes | Castilla      | + 01' 99"  |

### 3.ª etapa
07-09-1953: Girona - Granollers. 186,0 km
|   | Corredor         | Equipa                | Tempo      |
| - | ---------------- | --------------------- | ---------- |
| 1 | Francisco Alomar | Palma-Risse Marsá     | 5h 39' 08" |
| 2 | Antonio Castell  | Baleares-Coñac Decano | + 04' 07"  |
| 3 | Hans Preiskeit   | Alemanha-Mútua        | + 10' 45"  |

|   | Ciclista                   | Equipa            | Tempo      |
| - | -------------------------- | ----------------- | ---------- |
| 1 | Francisco Alomar           | Palma-Risse Marsá | 9h 18' 12" |
| 2 | Marcel Janssens            | Bélgica           | + 08' 45"  |
| 3 | Federico Martín Bahamontes | Castilla          | + 08' 55"  |

### 4.ª etapa
08-09-1953: Granollers - Encamp. 247,0 km
|   | Corredor          | Equipa                 | Tempo      |
| - | ----------------- | ---------------------- | ---------- |
| 1 | Salvador Botella  | Valencia-Conyac Lustau | 8h 08' 17" |
| 2 | Jacques Schoubben | Bélgica                | + 01' 55"  |
| 3 | Antonio Gelabert  | Baleares-Coñac Decano  | + 03' 37"  |

|   | Ciclista          | Equipa                | Tempo       |
| - | ----------------- | --------------------- | ----------- |
| 1 | Salvador Botella  | Valencia-Coñac Lustau | 17h 36' 24" |
| 2 | Jacques Schoubben | Bélgica               | + 04' 40"   |
| 3 | Francisco Masip   | Barcelona             | + 04' 57"   |

### 5.ª etapa[3]
09-09-1953: (5A Encamp-Orgañá 43 km) e (5B Orgañá-Agramunt 54 km)
|   | Corredor             | Equipa                | Tempo      |
| - | -------------------- | --------------------- | ---------- |
| 1 | Salvador Jarque      | Valencia-Coñac Lustau | 1h 08' 55" |
| 2 | Hortensio Vidaurreta | Aragón-Navarra        | + 01"      |
| 3 | Senén Mesa           | Galícia-Astúrias      | + 02"      |

|   | Corredor         | Equipa                | Tempo      |
| - | ---------------- | --------------------- | ---------- |
| 1 | José Serra       | Cataluña-Cacaolat     | 1h 25' 48" |
| 2 | Francisco Masip  | Barcelona             | + 31"      |
| 3 | Salvador Botella | Valencia-Coñac Lustau | + 1' 06"   |

|   | Ciclista         | Equip                | Temps      |
| - | ---------------- | -------------------- | ---------- |
| 1 | José Serra       | Cataluña-Cacaolat    | 2h 36' 33" |
| 2 | Francisco Masip  | Barcelona            | + 31"      |
| 3 | Salvador Botella | Valecia-Coñac Lustau | + 01' 06"  |

|   | Ciclista         | Equipa                | Tempo       |
| - | ---------------- | --------------------- | ----------- |
| 1 | Salvador Botella | Valencia-Coñac Lustau | 20h 13' 43" |
| 2 | José Serra       | Cataluña-Cacaolat     | + 03' 26"   |
| 3 | Francisco Massip | Barcelona             | + 04' 02"   |

### 6.ª etapa[4]
09-09-1953:  Agramunt - Lérida. 60,0 km
|   | Ciclista       | Equipa                   | Tempo      |
| - | -------------- | ------------------------ | ---------- |
| 1 | Carmelo Morais | País Basco-Botes Cimeira | 1h 32' 58" |
| 2 | Pedro Guzmán   | Castilla                 | m. t.      |
| 3 | Senén Mesa     | Galiza-Astúries          | + 02"      |

|   | Ciclista         | Equipa                | Tempo       |
| - | ---------------- | --------------------- | ----------- |
| 1 | Salvador Botella | Valencia-Coñac Lustau | 21h 53' 38" |
| 2 | José Serra       | Cataluña-Cacaolat     | + 03' 26"   |
| 3 | Francisco Masip  | Barcelona             | + 04' 02"   |

### 7.ª etapa[5]
10-09-1953: Lérida - Tortosa. 188,0 km
|   | Ciclista          | Equipa            | Tempo      |
| - | ----------------- | ----------------- | ---------- |
| 1 | Jaime Montanha    | Barcelona         | 5h 35' 35" |
| 2 | Miguel Bover      | Palma-Risse Marsà | m. t.      |
| 3 | José Vidal Porcar | Barcelona         | m. t.      |

|   | Ciclista         | Equip                 | Temps       |
| - | ---------------- | --------------------- | ----------- |
| 1 | Salvador Botella | Valencia-Coñac Lustau | 27h 29' 13" |
| 2 | José Serra       | Cataluña-Cacaolat     | + 03' 26"   |
| 3 | Francisco Masip  | Barcelona             | + 04' 02"   |

### 8.ª etapa[6]
11-09-1953: Tortosa - Tarragona. 100,0 km
|   | Corredor       | Equipa            | Tempo      |
| - | -------------- | ----------------- | ---------- |
| 1 | Miguel Poblet  | Cataluña-Cacaolat | 2h 46' 03" |
| 2 | José Vidal     | Barcelona         | + 02"      |
| 3 | Guido De Santi | Itália-Gaggia     | + 05"      |

|   | Ciclista         | Equipa                 | Tempo       |
| - | ---------------- | ---------------------- | ----------- |
| 1 | Salvador Botella | Valencia-Conyac Lustau | 30h 21' 43" |
| 2 | José Serra       | Cataluña-Cacaolat      | + 03' 26"   |
| 3 | Francisco Masip  | Barcelona              | + 04' 02"   |

### 9.ª etapa[7]
12-09-1953: Tarragona - Berga. 258,0 km
|   | Ciclista          | Equipa            | Tempo      |
| - | ----------------- | ----------------- | ---------- |
| 1 | Donato Zampini    | Itália-Gaggia     | 7h 37' 40" |
| 2 | Miguel Gual       | Palma-Risse Marsà | + 06' 48"  |
| 3 | Jacques Schoubben | Bèlgica           | m. t.      |

|   | Ciclista         | Equipa                | Tempo       |
| - | ---------------- | --------------------- | ----------- |
| 1 | Donato Zampini   | Itália-Gaggia         | 38h 06' 17" |
| 2 | Salvador Botella | Valencia-Coñac Lustau | + 01' 31"   |
| 3 | José Serra       | Cataluña-Cacaolat     | + 04' 57"   |

### 10.ª etapa[8]
12-09-1953: Berga - Barcelona. 170,0 km
|   | Ciclista        | Equipa            | Tempo      |
| - | --------------- | ----------------- | ---------- |
| 1 | Marcel Janssens | Bèlgica           | 4h 36' 39" |
| 2 | Francisco Masip | Barcelona         | + 03' 38"  |
| 3 | Miguel Bover    | Palma-Risse Marsà | + 03' 54"  |

|   | Ciclista         | Equipa                | Tempo       |
| - | ---------------- | --------------------- | ----------- |
| 1 | Salvador Botella | Valencia-Coñac Lustau | 42h 48' 21" |
| 2 | Francisco Masip  | Barcelona             | + 02' 46"   |
| 3 | José Serra       | Cataluña-Cacaolat     | + 03' 16"   |

## Classificação Geral
|    | Ciclista                   | Equipa                | Tempo       |
| -- | -------------------------- | --------------------- | ----------- |
|    | Salvador Botella           | Valencia-Coñac Lustau | 42h 48' 21" |
| 2  | Francisco Masip            | Barcelona             | + 2' 46"    |
| 3  | José Serra                 | Cataluña-Cacaolat     | + 3' 16"    |
| 4  | Antonio Gelabert           | Baleares-Coñac Decano | + 5' 42"    |
| 5  | Emilio Rodríguez           | Galiza-Astúrias       | + 7' 58"    |
| 6  | Bernardo Ruiz              | Valencia-Coñac Lustau | + 8' 53"    |
| 7  | Donato Zampini             | Itália-Gaggia         | + 9' 59"    |
| 8  | Federico Martín Bahamontes | Castilla              | + 13' 20"   |
| 9  | Miguel Bover               | Palma-Risse Marsà     | + 14' 11"   |
| 10 | Joaquín Filba              | Barcelona             | + 19' 32"   |

## Classificações secundárias
|   | Ciclista                   | Equipa            | Pontos |
| - | -------------------------- | ----------------- | ------ |
| 1 | Federico Martín Bahamontes | Castilla          | 21     |
| 2 | Francisco Masip            | Barcelona         | 13     |
| 3 | José Serra                 | Cataluña-Cacaolat | 11     |

|   | Equipa                | Pontos       |
| - | --------------------- | ------------ |
| 1 | Barcelona             | 129h 46' 16" |
| 2 | Baleares-Coñac Decano | + 20' 11"    |
| 3 | Palma-Risse Marsà     | + 22' 38"    |